# Técnicas de interrogatorio mejoradas

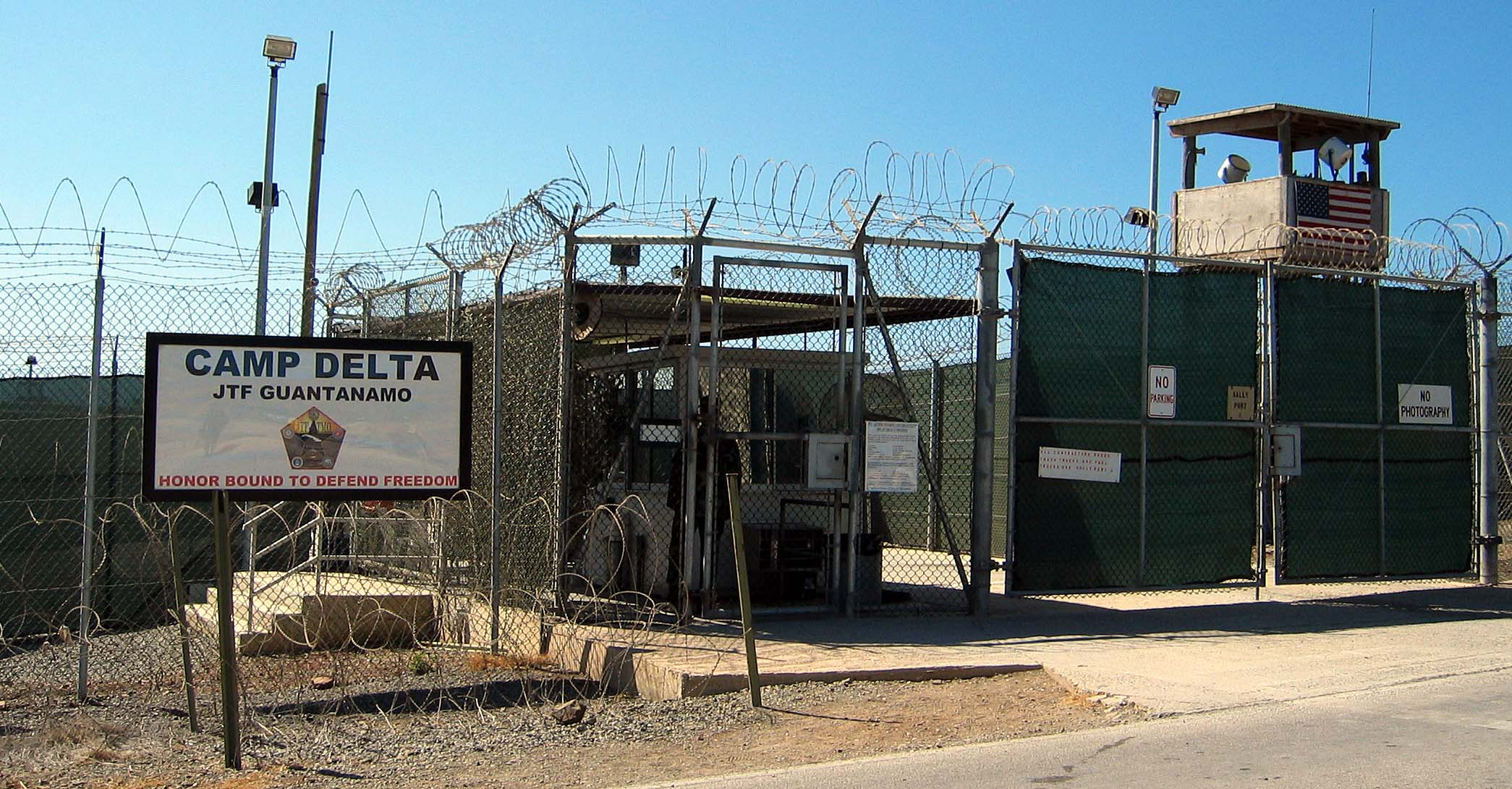
Fotografía de uno de los campos de prisión de la Base Naval de Guantánamo de Estados Unidos. Guantánamo es una de las prisiones donde se practicaron «técnicas de interrogatorio mejoradas» a prisioneros.

La expresión «técnicas de interrogatorio mejoradas» es un eufemismo para nombrar el programa de tortura sistemática del gobierno federal de EE.UU, aplicado a prisioneros detenidos por la Agencia Central de Inteligencia (CIA), la Agencia de Inteligencia de Defensa (DIA) y otros componentes de las Fuerzas Armadas de Estados Unidos y su Comunidad de Inteligencia en centros clandestinos de detención de la CIA alrededor del mundo, incluyendo Bagram, Guantánamo y Abu Ghraib (lugares todos ellos donde la tortura es legal), y autorizado por oficiales de la administración de George W. Bush.
Los métodos utilizados incluyeron la permanencia prolongada en posición incómoda, el uso de capuchas, el sometimiento a ruido ensordecedor, la privación del sueño hasta el punto de provocar alucinaciones, la privación de alimentos y bebidas, así como el submarino, los golpes contra un muro ('walling') , la desnudez, el sometimiento a frío intenso, el confinamiento en pequeñas cajas similares a ataúdes y la repetida aplicación de golpes y bofetadas. Varios detenidos, entre ellos Zubaydah, Marwan al-Jabbur y Khalid Sheikh Mohammed, fueron sometidos a 'rehidratación rectal' o 'reanimación fluida rectal'. La 'bandeja de almuerzo' del detenido Majid Klian, compuesta de hummus, pasta con salsa, pasas y nueces, fue licuada y administrada por vía rectal; también hubo amenazas de agresión sexual a miembros de su familia.
 Ninguna fuente autorizada informó acerca del número de detenidos sometidos a estos métodos o de cuántos de ellos murieron bajo tortura.
La CIA admitió haber aplicado la práctica de ahogamiento ficticio o 'submarino' a tres personas involucradas con los ataques del 11 de septiembre: Abu Zubaydah, Khalid Shaikh Mohammed y Mohammed al-Qahtani, y (a pesar de no admitirlo), también la aplicó a Abd al-Rahim al-Nashiri. Existen fotos que muestran una estructura compatible con la práctica del 'submarino', rodeada de cubos de agua, en Salt Pit, una prisión de la CIA donde esta afirmó que nunca había utilizado la técnica. Se sospecha que tres suicidios reportados en Guantánamo pueden haber sido los homicidios bajo tortura. No se ha abierto una investigación judicial por estos casos ni por homicidios reconocidos relacionados con tortura en Abu Ghraib y Bagram. Surgieron una serie de debates sobre si las 'técnicas de interrogatorio mejoradas' violaban los estatutos estadounidenses contra la tortura o la legislación internacional, como la Convención internacional contra la tortura.
En 2005, la CIA destruyó cintas de vídeo que mostrarían a prisioneros siendo interrogados bajo tortura.
Una justificación interna fue que lo que mostraban era tan horrible que sería "devastador para la CIA", y que "el acaloramiento por la destrucción no es nada comparado con lo que sería si las cintas alguna vez llegaran al dominio público"
El Relator Especial de las Naciones Unidas, Juan Méndez afirmó que el ahogamiento simulado es tortura "inmoral e ilegal". En 2008, cincuenta y seis demócratas de la Cámara de Representantes solicitaron una investigación independiente.
En los años posteriores a los ataques terroristas del 11 de septiembre de 2001, la organización Constitution Project (Proyecto Constitución) convocó a una revisión de los programas de interrogatorio y detención. En 2013 llegó a la conclusión de que "es indiscutible que los Estados Unidos están comprometidos con la práctica de la tortura" y que los funcionarios más altos de la nación tienen la responsabilidad final de la misma. Funcionarios estadounidenses y europeos, entre ellos el exdirector de la CIA Leon Panetta, exagentes de la CIA, un fiscal de Guantánamo y un juez de un tribunal militar han expresado que la expresión 'interrogación mejorada' es un eufemismo de la palabra 'tortura'.
En 2009 el presidente Barack Obama y el fiscal general Eric Holder afirmaron que algunas de las técnicas son tortura y repudiaron su uso. Sin embargo, se negaron a procesar a la CIA, al Departamento de Defensa o a funcionarios de la administración Bush que autorizaron el programa, dejando abierta la posibilidad de convocar una  “Comisión de la Verdad” a los efectos de una investigación que el presidente Obama llamó "más allá de las cuentas".
En julio de 2014, el Tribunal Europeo de Derechos Humanos dictaminó formalmente la así llamada 'interrogación mejorada' es efectivamente tortura y ordenó a Polonia pagar una indemnización a los hombres torturados en un centro clandestino de detención de la CIA en dicho país. En diciembre de 2014, el Senado de Estados Unidos hizo público aproximadamente el 10% de un informe sobre el uso de tortura por parte de la CIA durante la presidencia de George W. Bush. (Ver Estudio del Comité Selecto del Senado sobre el Programa de detención e interrogatorio de la Agencia Central de Inteligencia)

## Etapas de la aprobación de las técnicas lograda por la administración Bush
Casi inmediatamente luego de los atentados del 11 de septiembre de 2001, varios funcionarios de la administración Bush, en alocuciones por videoconferencia desde búnkeres, decidieron que los ataques fueran considerados como un acto de guerra, en vez de ser tratados como simples crímenes. Surgió la pregunta: ¿fueron capturadas personas que recibirán el tratamiento de prisioneros de guerra? Varios funcionarios, incluido el abogado del Departamento de Justicia John Yoo, recomendaron que los posibles 'detenidos' reciban un tratamiento por fuera de la protección, en cuanto a garantías y derechos, establecida por los Convenios de Ginebra. Serían encarcelados en prisiones especiales, no en cuarteles parecidos al "campamento de prisioneros de guerra que se vio en 'Los héroes de Hogan' o Stalag 17", en alusión a una serie televisiva y a una película norteamericana respectivamente. El 17 de septiembre de 2001, el presidente Bush firmó una directiva que aún permanece clasificada, que otorga a la CIA la autorización para encarcelar e interrogar a los prisioneros, manteniendo en secreto su accionar.
Los Estados Unidos comenzaron a establecer prisiones secretas en el extranjero, de modo tal que quedaban excluidas del alcance de las restricciones impuestas por la legislación norteamericana.  En noviembre de 2001, solo un par de meses después de los ataques y antes de que se hubiera capturado ningún prisionero significativo, los consejeros de la CIA señalaron que “el ejemplo israelí” podría servir como “una posible base para argumentar … la tortura fuera necesaria para prevenir el daño físico significativo e inminente para las personas, donde no hay otros medios disponibles para prevenir el daño".
El abril de 2002, luego de la captura de Abu Zubaydah, el primer prisionero importante, la CIA lo transfirió a una prisión clandestina y, siguiendo las sugerencias de James Elmer Mitchell, emprendió acciones de abuso, incluyendo la privación del sueño mediante luces brillantes y música a todo volumen, antes de contar con cualquier autorización legal por parte del Departamento de Justicia de Estados Unidos. Días más tarde, ese mismo mes de abril, el Sr. Mitchell propuso a la CIA una lista de tácticas adicionales, incluyendo encerrar a los prisioneros en cajas estrechas, encadenarlos en posturas dolorosas, mantenerlos despiertos continuamente durante una semana, cubrirlos con insectos y someterlos al submarino, que simula el ahogamiento, práctica esta última a la que Estados Unidos había calificado anteriormente como tortura.
José Rodríguez, director del servicio secreto de la CIA, pidió autorización a sus superiores para lo que denominó un "conjunto alternativo de procedimientos de interrogatorio". La CIA buscó cobertura legal, equivalente a inmunidad judicial, conocida como "tarjeta gratuita para permanecer fuera de la cárcel" (en el sentido de una especie de 'credencial de impunidad'). En mayo de 2002 funcionarios del gobierno de EE. UU., incluyendo el director de la CIA George Tenet, la Asesora de Seguridad Nacional Condoleezza Rice, el vicepresidente Dick Cheney, el secretario de Estado Colin Powell, el secretario de Defensa Donald Rumsfeld, y el Fiscal general John Ashcroft se reunieron para discutir si la CIA podría o no utilizar legalmente técnicas brutales contra Abu Zubaydah. Condoleezza Rice comentó "Recuerdo que me dijeron que el personal militar fue entrenado en ciertas técnicas de interrogatorio físicas y psicológicas ..." Se informó que durante las discusiones, John Ashcroft dijo: "¿Por qué estamos hablando de esto en la Casa Blanca? La historia no juzgará esto amablemente"
Con posterioridad a que el Departamento de Justicia terminara su "tarjeta gratuita para permanecer fuera de la cárcel", documentos que ahora se conocen como los 'memos sobre la tortura', Condoleezza Rice dijo en julio de 2002 a la CIA que estaban aprobadas las tácticas de interrogatorio más duras. Dick Cheney stated "I signed off on it; so did others." En el año 2010, Cheney dijo, "yo era y sigo siendo un fuerte defensor de nuestro programa de interrogatorio mejorado". En 2009 Rice declaró: "Nunca hemos torturado a nadie". Sostuvo que el abuso "no fue tortura" y fue "legal" y "correcto".
Adicionalmente, en los años 2002 y 2003, varios líderes demócratas del Congreso fueron informados sobre las "técnicas de interrogatorio mejoradas" propuestas. Estos congresales incluyeron a Nancy Pelosi, futura portavoz de la Cámara, y a Jane Harman, del Comité de Inteligencia de la Cámara. Funcionarios del Congreso han dicho que la actitud en las reuniones de información fue de "tranquila aprobación, cuando no franco apoyo". El senador Bob Graham, que según los registros de la CIA estuvo presente en las reuniones de información, ha declarado que no fue informado sobre el 'submarino' en el año 2002 y que los registros de asistencia de la CIA están en contradicción con su diario personal. La Sra. Jane Harman fue el único miembro importante del Congreso en oponerse a las tácticas que se proponían.
Algunos funcionarios de la administración Bush se habían opuesto a la tortura de prisioneros, incluyendo en particular a Philip Zelikow, el asesor de más alto rango de Condoleezza Rice. Al enterarse de los detalles del programa, Zelikow escribió a Rice impugnando los 'memos sobre la tortura' del Departamento de Justicia y manifestando su certeza de que eran errores, tanto desde el punto de vista legal como político. El memorando de Zelikow advertía que las técnicas de interrogatorio violaban las leyes estadounidenses y que la aplicación de dichas técnicas podría dar lugar a procesamientos por crímenes de guerra. La Administración Bush trató de reunir todas las copias del memorando de Zelikow y destruirlas. Jane Mayer, autora del libro “The Dark Side” (El lado oscuro) cita a Zelikow, cuando anticipaba que "el descenso de América en la tortura, se podrá ver con el tiempo como las internaciones japonesas", en las que "el miedo y la ansiedad fueron explotados por los fanáticos y los tontos"

## Desarrollo de las técnicas y entrenamiento
Las estrategias de interrogatorio de la CIA se basaron en el trabajo realizado por los psicólogos Bruce Jessen y James Elmer Mitchell para el programa Supervivencia, Evasión, Resistencia y Escape  (SERE), de la Fuerza Aérea. 
La CIA contrató a los dos psicólogos para que desarrollaran técnicas alternativas de interrogatorio severo. 
En cualquier caso, ninguno de los dos psicólogos tenía experiencia en el manejo de interrogatorios.
El coronel de la Fuerza Aérea Steve Kleinman afirmó que la CIA “eligió dos psicólogos clínicos que no tenían antecedentes de inteligencia en absoluto, que nunca habían llevado a cabo un interrogatorio ... para hacer algo que nunca se había probado en la vida real”.
El programa SERE, (al cual Mitchell y Jessen le aplicarían 'ingeniería inversa'), fue utilizado en el entrenamiento de personal militar, con el objetivo de que los pilotos y soldados norteamericanos pudieran resistir las técnicas que, se presumía, utilizaban los interrogadores chinos para extraer confesiones de prisioneros capturados durante la guerra de Corea. 
El programa sometía a los participantes a torturas tales como "el ahogo simulado... la privación del sueño, el aislamiento, la exposición a temperaturas extremas, el encierro en espacios diminutos, el bombardeo con sonidos angustiosos en niveles de decibeles muy perjudiciales y la humillación religiosa o sexual".
Bajo la supervisión de la CIA, Miller y Jessen adaptaron el programa SERE para transformarlo en un programa ofensivo, diseñado para entrenar a agentes de la CIA en el uso de las técnicas de interrogatorio duras, con el objeto de obtener información de terroristas detenidos. 
De hecho, todas las técnicas antes mencionadas, serían reportadas tiempo después de haber sido utilizadas contra Abu Zubaydah. Esta información está incluida en el Informe del Comité Internacional de la Cruz Roja sobre catorce detenidos de alto valor en custodia de la CIA.
Stephen Soldz, Steven Reisner y Brad Olson escribieron un artículo describiendo cómo las técnicas utilizadas imitaban lo que se enseñaba en el programa SERE, “programa que entrena a aviadores de las Fuerzas de Operaciones Especiales de Estados Unidos y otras personas con alto riesgo de captura en el campo de batalla, para evadir la captura y para resistir el 'quiebre' bajo tortura, en particular a través de dar falsas confesiones o colaborar con sus captores".
Los psicólogos se basaron en gran medida en los experimentos realizados en la década de 1970 por el psicólogo norteamericano Martin Seligman sobre Indefensión aprendida. En estos experimentos se expuso a perros enjaulados a descargas eléctricas graves de manera aleatoria, con el fin de romper por completo su voluntad de resistir.
Mitchell y Jessen aplicaron esta idea en el interrogatorio de Abu Zubaydah. Muchas de las técnicas de interrogatorio utilizadas en el programa SERE, incluyendo el 'submarino', la celda fría y la falta de sueño, eran considerados ilegales bajo las leyes estadounidenses y los tratados internacionales al momento de la captura de Abu Zubaydah. 
De hecho, los Estados Unidos habían procesado a oficiales militares japoneses después de la Segunda Guerra Mundial y a soldados estadounidenses después de la guerra de Vietnam, a causa del 'submarino', en fecha tan reciente como el año 1983. Desde 1930, los Estados Unidos habían definido la privación del sueño como una forma ilegal de tortura. Muchas otras técnicas desarrolladas por la CIA constituyen tratos inhumanos y degradantes y tortura bajo la Convención de las Naciones Unidas contra la Tortura y el Artículo 3 de la Convención Europea de Derechos Humanos.
De acuerdo a la organización “Human Rights First”: “Memorandos internos del FBI y los informes de prensa han señalado al entrenamiento SERE como la base para algunas de las técnicas más duras autorizadas a ser empleadas en los detenidos por el Pentágono en 2002 y 2003”
El sitio “Salon.com” afirmó: “En una declaración del 22 de marzo de 2005, el ex jefe de la unidad de Control de Interrogatorio de Guantánamo, dijo que instructores de SERE también enseñaron sus métodos a los interrogadores de los detenidos en Cuba”.
La periodista Jane Mayer, en su trabajo para “The New Yorker” señaló: “De acuerdo con la filial SERE y otras dos fuentes familiarizadas con el programa, el 11 de septiembre varios psicólogos  con conocimiento de las técnicas de SERE, comenzaron el asesoramiento de los interrogadores de Guantánamo y otros lugares. Algunos de estos psicólogos esencialmente "trataron de hacer ingeniería inversa" con el programa SERE, como se afirmó. "Tomaron un buen conocimiento y lo utilizaron de mala manera", dijo otra de las fuentes. Los interrogadores y miembros de los equipos “BSCT”  (Behavioral Science Consultation Team) en Guantánamo adoptaron técnicas coercitivas similares a las empleadas en el programa SERE”. Mayer continuó informando: “Muchos de los métodos de interrogatorio utilizados en el entrenamiento SERE parecen haber sido aplicados en Guantánamo”.
Un informe bipartidista publicado en 2008 señalaba: “un memorándum de febrero de 2002 firmado por el Presidente George W. Bush afirmando que las garantías de trato humanitario a prisioneros de guerra establecidas en el Tercer Convenio de Ginebra no eran aplicables a los detenidos de Al Qaeda o a los talibanes y un memo de diciembre de 2002 firmado por el ex Secretario de Defensa Donald Rumsfeld aprobando la utilización de 'técnicas agresivas' contra prisioneros detenidos en el Centro de detención de Guantánamo, como factores clave que conducen a los extensos abusos”.
Un memorándum de febrero de 2002 de la administración Bush, de hecho, había establecido que únicamente los detenidos de Al Qaeda quedaban sin la protección dada por las Convenciones de Ginebra. Esa misma orden establecía que los detenidos pertenecientes al grupo Talibán serían tratados según lo establecido por el Artículo 3 de las Convenciones de Ginebra, que se aplica a conflictos armados sin carácter internacional. Estos estándares fueron ordenados para todos los detenidos, incluidos los miembros de Al Qaeda, luego del fallo de la Corte Suprema en el caso “Hamdan vs. Rumsfeld” en el año 2006.
El Artículo 3 sigue siendo la política bajo el gobierno de Obama, y no el resto de la Tercera Convención de Ginebra.

### CIA
Un informe bipartidista del Congreso de EE. UU. de diciembre del 2008 establecía que: “las severas técnicas de interrogatorio utilizadas por la CIA y el ejército estadounidense fueron la adaptación directa de las técnicas de entrenamiento utilizadas para preparar al personal de las fuerzas especiales con el objetivo de que resistieran los interrogatorios de enemigos que torturan y abusan de prisioneros. Las técnicas incluyen la desnudez forzada, posiciones incómodas dolorosas, privación del sueño y, hasta 2003, el submarino, una forma de ahogamiento simulado”.
De acuerdo con ABC News, funcionarios de la CIA, tanto actuales como anteriores, se han presentado para revelar detalles de las técnicas de interrogatorio autorizadas por la CIA. Estas incluyen:
- Submarino: ahogamiento simulado, que provoca asfixia en el prisionero.
- Hipotermia: el prisionero se encierra desnudo en una celda a menos de 10 °C (50 Fahrenheit) de temperatura y periódicamente se lo ducha con agua fría, a fin de aumentar la pérdida de calor de su cuerpo.
- Posturas forzadas: los presos se ven obligados a estar de pie, esposados y con los pies encadenados a una argolla en el suelo o en la pared, durante más de 40 horas, haciendo que su peso descanse en unos pocos músculos, provocando inicialmente dolor y luego fallo muscular.
- Golpes en el abdomen: con la mano abierta sobre el abdomen del prisionero. Aparentemente, no se utilizaron golpes de puño a fin de evitar daños internos duraderos.
- Bofetadas: con la mano abierta, sobre el rostro del prisionero, con el objeto de causar dolor y provocar miedo.
- Sacudidas: El interrogador agarra con fuerza la parte delantera de la camisa del prisionero y lo sacude.

El portal BBC Mundo, bajo el subtítulo “Técnicas de la era Bush” enumeró una lista levemente diferente que incluía: Ahogamiento simulado, Encierro del detenido en un espacio reducido con insectos, Bofetadas en el rostro y abdomen, Privación del sueño y Mantener al prisionero desnudo.
La Comisión Interamericana de Derechos Humanos, dependiente de la Organización de Estados Americanos (OEA), publicó un informe titulado “Hacia el cierre de Guantánamo” en junio de 2015. La OEA publicó en su sitio web un artículo que resume dicho informe. Bajo el subtítulo “Tortura y otros tratos crueles, inhumanos o degradantes” incluye, en su enumeración, el uso de “... confinamiento estrecho, la técnica de pared, posiciones de estrés, privación del sueño, "submarino", privación sensorial, golpizas brutales, descargas eléctricas, hipotermia inducida, submarino seco, entre otros.”, además de alimentación forzada.
En diciembre de 2007 el director de la CIA Hayden declaró que "de unos 100 prisioneros detenidos hasta la fecha en el programa de la CIA, se utilizaron las técnicas mejoradas en alrededor de 30 y el submarino sólo en tres".
El informe "Experiments in Torture: Human Subject Research and Evidence of Experimentation in the 'Enhanced' Interrogation Program" (Experimentos en tortura: Investigación en sujetos humanos y Evidencia de Experimentación en el programa de interrogatorios 'mejorado'), publicado por la organización Physicians for Human Rights (Médicos por los Derechos Humanos), describió al personal en la oficina de la CIA de Servicios Médicos (OMS) realizando investigaciones sobre los prisioneros al momento en que se utilizaban las técnicas antes mencionadas, tanto en serie como en forma combinada. Este informe se basó en documentos anteriormente clasificados que la administración Obama liberó al conocimiento público en 2010.
De acuerdo con un artículo de ABC News de 2007, la CIA había retirado el submarino de su lista de técnicas de interrogatorio aceptables en año 2006. ABC señaló además que el último uso del ahogamiento simulado fue en 2003.

### Agencia de Inteligencia de Defensa
En 2003, el grupo de trabajo sobre interrogatorios del secretario de Defensa Donald Rumsfeld  solicitó que la Agencia de Inteligencia de Defensa (DIA, por sus siglas en inglés) aportara información acerca de las técnicas de interrogatorio de prisioneros, para la consideración del grupo.
De acuerdo a un informe del año 2008 del Comité para Servicios Armados del Senado, acerca del tratamiento dado a los prisioneros en custodia de EE. UU., la DIA comenzó a elaborar la lista de técnicas con la colaboración de David Becker, un empleado civil, exjefe del sector de control de interrogatorios de Guantánamo. Becker afirmó que los miembros del grupo de trabajo estaban particularmente interesados en los métodos agresivos y que lo "animaron a hablar sobre las técnicas que causan dolor."
Se desconoce hasta que punto o durante cuanto tiempo se utilizaron las recomendaciones de la agencia, pero de acuerdo al mismo informe del senado, la lista elaborada por la DIA incluyó el uso "drogas tales como pentotal sódico y demerol", tratos humillantes utilizando interrogadores femeninos y privación del sueño. Becker afirmó que recomendó el uso de drogas, debido a los rumores de que otra agencia de inteligencia cuyo nombre fue redactado en el informe del Senado, las había utilizado con éxito en el pasado. De acuerdo al análisis de la Oficina del Inspector General del Departamento de Defensa, la justificación dada por la DIA para el uso de drogas, fue que estas eran utilizadas para "relajar al detenido a un estado cooperativo" y que no se usaron sustancias para alterar la mente.
Algunas de las revelaciones más espeluznantes de presuntos duros interrogatorios de la DIA, provinieron de oficiales del FBI, que llevaron a cabo junto con otras agencias sus propias evaluaciones de los detenidos de Guantánamo. Según una versión, los interrogadores de lo que entonces era el Servicio HUMINT de Defensa de DIA, (actualmente el Defensa Servicio Secreto de Defensa), obligaban a los prisioneros a ver pornografía gay, cubiertos con la Bandera de Israel y los interrogaron en habitaciones iluminadas por luces estroboscópicas durante períodos de 16 a18 horas, diciendo continuamente a los prisioneros que eran del FBI.
Un verdadero agente del FBI expresó su preocupación por la posibilidad de que los métodos duros de la DIA y la suplantación de agentes, complicarían la capacidad de la Oficina para hacer su trabajo correctamente, diciendo: "La próxima vez que un agente real [del FBI] trate de hablar con ese chico, puedes imaginar el resultado." Una investigación militar subsecuente contradijo los alegatos del FBI diciendo que el tratamiento de prisioneros era degradante, pero no inhumano, sin abordar la acusación respecto del personal de la DIA haciéndose pasar regularmente por oficiales del FBI, por lo general un delito. Un año antes de que concluyera esta investigación, se reveló que los interrogatorios llevados a cabo por unidades especiales de los servicios militares de Estados Unidos fueron mucho más duros y físicos que cualquiera de las prácticas anteriores de la DIA, hasta el punto de que dos agentes DIA manifestaron sus quejas, tras lo cual fueron amenazados por los interrogadores que no eran de la DIA.
Se cree que han ocurrido hechos similares a manos de agentes de la DIA en Bagram, donde en fecha tan reciente como 2010, la organización condujo la llamada "Black Jail" (Cárcel Negra). De acuerdo con un informe publicado por The Atlantic, la cárcel era administrada por personal del DCHC (centro dedicado a la inteligencia y a la contrainteligencia) de la DIA, que fue acusado de golpear y dar tratamientos sexualmente humillantes a objetivos de alto valor retenidos en el sitio. El centro de detención sobrevivió a las prisiones secretas administradas por la Agencia Central de Inteligencia, pues supuestamente la DIA continuaba utilizando métodos de interrogatorio "restringidos" en la instalación bajo una autorización secreta. Existen dudas acerca del destino de la instalación secreta, luego de la transferencia de la base en el año 2013 a las autoridades afganas, tras varios aplazamientos.

### Fuerzas Armadas de EE.UU.

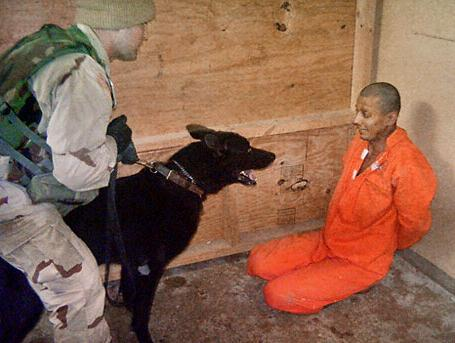
Un investigador del Ejército calificó el uso de perros sin bozal en Abu Ghraib como uno de los "abusos criminales sádicos, flagrantes y sin sentido" efectuado por tropas de los EE. UU. - Washington Post, 26 de mayo de 2004

Las fuerzas militares de Estados Unidos autorizaron las siguientes técnicas:
- Griterío/estruendo
- Música a gran volumen y control de la luz
- Manipulación del medio ambiente
- Falta de sueño
- Posiciones de estrés
- Interrogatorios de 20 horas
- Miedo controlado (incluyendo el uso de perros)

En noviembre de 2006, Janis Karpinski la exgeneral de brigada del Ejército de EE. UU. a cargo de la prisión Abu Ghraib hasta principios de 2004, dijo al periódico “El País” de España que había visto una carta firmada por el secretario de Defensa Estados Unidos Donald Rumsfeld que permitía a los contratistas empleados por los EE. UU. utilizar técnicas tales como la privación de sueño, durante los interrogatorios. “Los métodos consistían en hacer que los prisioneros permanecieran de pie por largos períodos, la privación del sueño ... la reproducción de música a todo volumen, tener que sentarse en forma incómoda ... Rumsfeld autorizó estas técnicas específicas". Dijo que esto era contrario a los Convenios de Ginebra y citó un párrafo de la Convención de Ginebra, diciendo: "Los prisioneros que se nieguen a responder no podrán ser amenazados ni insultados ni expuestos a molestias o desventajas de ningún tipo". Según Karpinski, la firma manuscrita estaba por encima del nombre impreso y con la misma letra estaba escrito en el margen, "Asegúrese que esto se cumpla"
El 1 de mayo de 2005, el “New York Times” informó acerca de una investigación en curso, de alta importancia militar, sobre acusaciones de abuso a detenidos en Guantánamo, conducida por Randall M. Schmidt, teniente general de la Fuerza Aérea, que trataba “reclamos por parte de agentes del FBI que presentaron sus quejas luego de presenciar casos de detenidos sometidos a diversas formas de malos tratos. Los agentes del FBI escribieron en memorandos que no estaban destinados a ser puestos en conocimiento del público, que habían visto a interrogadores mujeres apretar con fuerza los genitales de prisioneros masculinos, y que habían sido testigos [del estado] de otros detenidos desnudos y encadenados en el suelo durante muchas horas."
El 12 de julio de 2005, los miembros de un panel militar dijeron al comité que propusieron aplicar medidas disciplinarias al comandante de la prisión mayor general Geoffrey D. Miller, en relación con el interrogatorio de Mohammed al Qahtani, que se vio obligado a llevar un sostén femenino, bailar con otro hombre y fue amenazado con perros. La propuesta fue rechazada por el general Bantz J. Craddock, comandante de Comando Sur de EE. UU., que remitió el asunto al inspector general del ejército.
En una entrevista con Associated Press el 14 de febrero de 2008, Paul Rester, jefe militar de interrogatorios en Guantánamo y director del “Joint Intelligence Group”, dijo que la mayoría de la información obtenida de los detenidos procedía de interrogatorio no coercitivo y de "la construcción de relaciones", no de los métodos de interrogatorio agresivos.

## Primeros informes y denuncias
En 2006 agentes superiores de fuerzas de seguridad, con miembros de la organización “Criminal Investigation Task Force” dijeron al canal de noticias norteamericano MSNBC.com que en el año 2002 comenzaron a denunciar dentro del Departamento de Defensa que las tácticas de interrogatorio utilizadas en Guantánamo por un equipo independiente de investigadores de inteligencia militar fueron improductivas, inadecuadas para la producción de información fiable, y probablemente ilegales. Al comprobar que no obtenían respuestas satisfactorias de los comandantes del ejército a cargo del centro de detenidos, llevaron sus preocupaciones a David Brant, director de la Servicio de Investigación Criminal Naval (NCIS), que alertó a Alberto J. Mora , Asesor General de la Marina.
El asesor general Mora y el juez naval abogado general Michael Lohr, consideraron que el tratamiento de los detenidos era ilegal e intentaron influir en otros importantes abogados y funcionarios del Departamento de Defensa para impulsar la investigación y la formulación de normas claras que prohibieran tácticas de interrogación coercitivas. En respuesta, el 15 de enero de 2003, Rumsfeld suspendió las tácticas de interrogatorio aprobadas hasta el momento para Guantánamo, hasta que el grupo de trabajo encabezado por la asesora general de la Fuerza Aérea Mary L. Walker, pudiera producir un nuevo conjunto de directrices.
El grupo de trabajo basó sus nuevas directrices en un memorando de la Oficina del Asesor Legal del Departamento de Justicia de los Estados Unidos, escrito por John Yoo y firmado por Jay S. Bybee en agosto de 2002, que más tarde se convertiría ampliamente conocido como el "memorando Bybee” o  "Memorandos sobre tortura". El asesor general Mora encabezó una fracción del grupo de trabajo que compartía su posición en contra de estas normas y sostuvo sus opiniones enfrentando a Yoo en persona. El informe final del grupo de trabajo fue firmado y entregado a Guantánamo sin el conocimiento de Mora y los otros que se habían opuesto a su contenido. Mora ha afirmado que el tratamiento de los detenidos ha sido conforme a la ley desde que el 15 de enero de 2003, fecha en que se suspendieron las tácticas de interrogatorio que previamente estaban autorizadas.

## Posturas y reacciones públicas
El presidente Bush declaró: "Los Estados Unidos de América no tortura. Y eso es importante que lo entienda gente de todo el mundo." El gobierno adoptó la Ley sobre el Trato a los Detenidos del 2005 (que, entre otras disposiciones importantes, prohibía el trato cruel, inhumano o degradante o los castigos de cualquier prisionero de EE. UU.) para hacer frente a la multitud de incidentes relacionados con el abuso de detenidos. Sin embargo, algunos abogados argumentaron que esta reglamentación no era aplicable a los detenidos en Guantánamo.
El Washington Post informó en enero de 2009 que Susan J. Crawford, máxima autoridad legal de las comisiones militares, declaró acerca del interrogatorio de Mohammed al-Qahtani, quien se presumía podría haber sido el "vigésimo secuestrador" de los atentados del 11 de septiembre de 2001: “Las técnicas que usaron estaban autorizadas, pero la manera en que las aplicaron fue excesivamente agresiva y demasiado persistente .... Piense en la tortura, piense en algún acto físico horrendo hecho a un individuo. Esto no fue cualquier acto particular; esto fue una combinación de cosas que tuvieron un impacto médico en él, que dañaron su salud. Fue abusivo y fuera de lugar. Y coercitivo. Claramente coercitivo. Fue ese impacto médico que me impulsó a llegar al extremo, [es decir, llamarlo tortura]”.
Crawford decidió no procesar al-Qahtani porque su tratamiento cayó dentro de la definición de tortura. La evidencia obtenida estaba viciada de nulidad a los efectos legales por haber sido adquirida a través de la coerción.

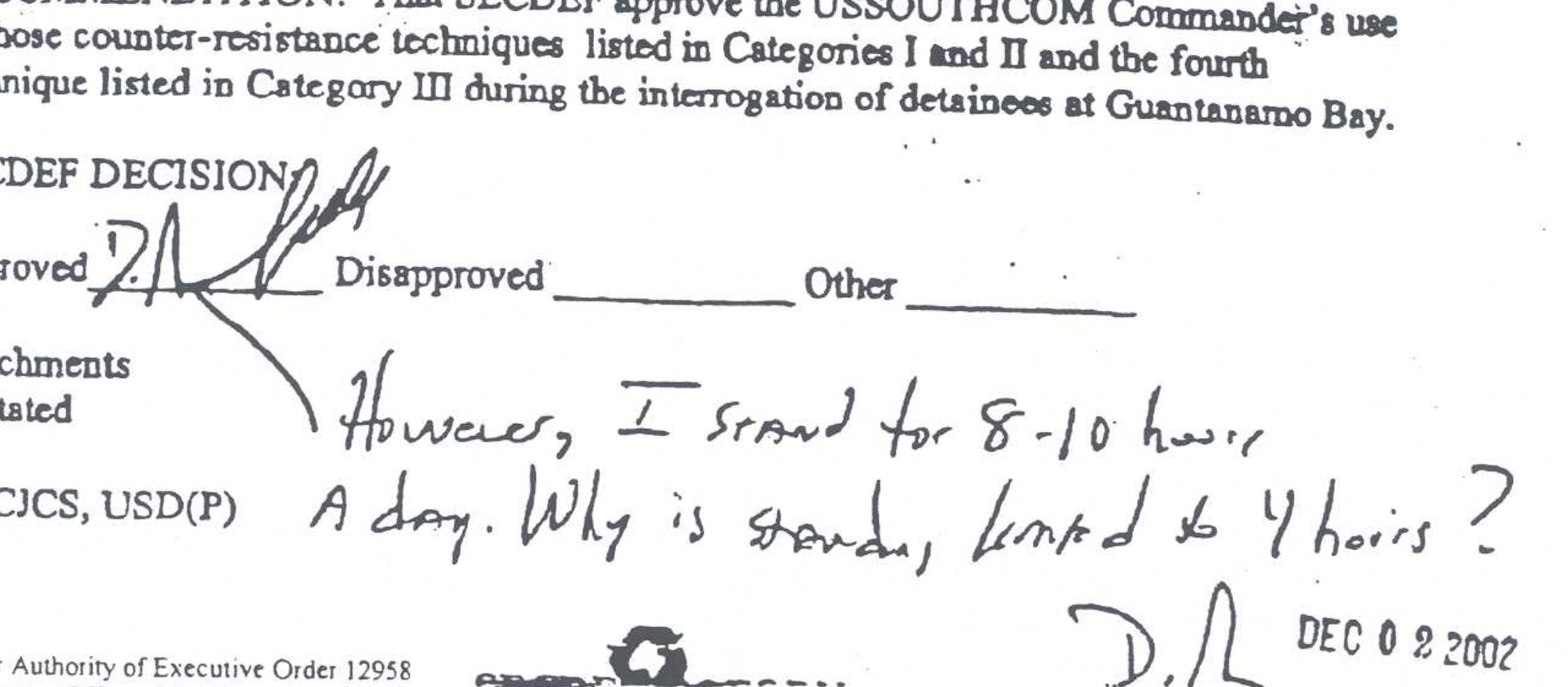
Comentario de Donald Rumsfeld: "Yo estoy de 8-10 horas al día. ¿Por qué lo de ellos [los presos] está limitado a cuatro horas?"

El expresidente Bush, en sus memorias publicadas, defiende la utilidad de las técnicas de interrogatorio "mejoradas" y continúa afirmando que no son tortura.
El presidente Obama, el fiscal general Holder y la fiscal militar de Guantánamo Crawford han calificado a las técnicas como tortura. El gobierno británico ha determinado que las técnicas se clasificarían como tortura y desestimó el reclamo en contrario del expresidente Bush.
Un informe de las organizaciones “Human Rights First” (Derechos Humanos Primero, HRF por sus siglas en inglés) y “Physicians for Human Rights” (Médicos por los Derechos Humanos, PFH por sus siglas en inglés) afirmaron que estas técnicas constituyen tortura. También citan el informe de la Oficina del Inspector General de los EE. UU. en el cual se llega a la conclusión de que "técnicas de interrogación tipo SERE constituyen tortura física o mental y coerción en virtud de las convenciones de Ginebra”.
Un informe de Naciones Unidas denunció los abusos de los presos por parte de los Estados Unidos como equivalentes a tortura. El informe de la ONU pidió el cese de las técnicas de interrogatorio denominadas "mejoradas" por Estados Unidos, debido a que la ONU ve estos métodos como una forma de tortura. El informe de la ONU también advierte contra las prisiones secretas, el uso de las cuales está involucrado con la tortura y por lo tanto debe ser suspendido.
En el año 2009, Paul Kane del Washington Post, dijo que la prensa se mostró reticente a definir estas técnicas como tortura, debido a que la tortura constituye un delito y ninguna persona involucrada en "técnicas de interrogatorio mejoradas" ha sido acusada o condenada.
El New York Times utiliza las expresiones “técnicas duras" o "brutales", evitando la palabra "tortura" en la mayoría, pero no en todos sus artículos periodísticos, a pesar de que identifica de forma rutinaria "interrogatorio mejorado" como tortura en sus editoriales. La revista Slate utiliza la expresión "programa de tortura de Estados Unidos" para hacer referencia a la interrogación “mejorada”.
Hacia mitad del año 2009, en una acción controvertida, NPR decidió prohibir el uso de la palabra tortura. La defensa de esta política por parte de su Ombudsman Alicia Shepard, se basó en la afirmación de que "llamar tortura al 'submarino' es equivalente a tomar partido." Sin embargo, Geoffrey Nunberg, profesor de lingüística de la Escuela de Información Berkeley, de la Universidad de California, señaló que prácticamente todos los medios de comunicación de todo el mundo, con excepción de lo que él llama los "medios estadounidenses invertebrados", llaman tortura a estas técnicas.
 

En un artículo sobre los eufemismos inventados por los medios de comunicación que también incluía críticas a NPR, Glenn Greenwald analizó la permisiva "corrupción del periodismo americano": 
"Esta activa complicidad de los medios para encubrir que nuestro Gobierno creó un régimen de tortura sistemática, mediante la negación a expresarlo, es una de las principales razones por las que se permitió que ocurriera durante tanto tiempo. El firme rechazo, en curso en nuestros principales medios de comunicación, para mencionar como "tortura" lo que hizo el gobierno de Bush, incluso frente a más de 100 muertes de detenidos; el uso de ese término por un importante funcionario de Bush para describir lo que se hizo en Guantánamo; y el hecho de que los medios de comunicación utilizan con frecuencia la palabra "tortura" para describir exactamente los mismos métodos cuando son utilizado por otros países … revela mucho acerca de cómo piensa el periodista moderno".

### Eficacia y fiabilidad
El 9 de diciembre de 2014 el Comité Selecto del Senado sobre Inteligencia (SSCI, por sus siglas en inglés) publicó 525 páginas, (sobre un total de 6.000), las principales conclusiones y un resumen ejecutivo, de un informe titulado “Estudio del Comité sobre el programa de detención e interrogatorio de la CIA”. El resto del informe permanece clasificado, por razones que no han sido dadas a conocer. 
El informe concluyó que las técnicas de interrogatorio eran mucho más crueles y extendidas de lo que la CIA había informado anteriormente; que "la brutalidad, la deshonestidad y la violencia aparentemente arbitraria, a veces incluso llevó a empleados [de la CIA] a momentos de angustia." 
El informe afirma que los funcionarios de la CIA engañaron a sus superiores en la Casa Blanca, a los miembros del Congreso e incluso, a veces, a sus compañeros, sobre cómo se estaba llevando a cabo el programa de interrogatorios y lo que se había obtenido.
El estudio produjo 20 resultados clave, enumerados en la parte del informe dada a conocer:
1. El uso por parte de la CIA de técnicas de interrogación mejorada no resultó un medio eficaz para la adquisición de información de inteligencia relevante o para obtener la cooperación de los detenidos.
2. La justificación de la CIA para el uso de técnicas de interrogatorio mejoradas se basó en afirmaciones inexactas acerca de su eficacia.
3. Los interrogatorios de los detenidos de la CIA fueron brutales y mucho peores de lo que la CIA mostraba a los responsables políticos y otros.
4. Las condiciones de reclusión de los detenidos de la CIA fueron más duras de lo que la CIA mostraba a los responsables políticos y otros.
5. La CIA proporcionó información inexacta reiteradamente al Departamento de Justicia (DOJ), lo que impidió un análisis jurídico adecuado del programa de detención e interrogatorio ejecutado por dicha agencia.
6. La CIA ha evitado o impedido activamente que el Congreso supervisara su programa.
7. La CIA impidió la supervisión efectiva y la toma de decisiones por parte de la Casa Blanca.
8. El funcionamiento y la gestión del programa de la CIA complicó, y en algunos casos impidió, las misiones de seguridad nacional de otras agencias del Poder Ejecutivo de Estados Unidos.
9. La CIA impidió la supervisión por parte de la Oficina del Inspector General (OIG).
10. La CIA coordinó la entrega de información reservada a los medios de comunicación, incluida la información inexacta acerca la eficacia de las técnicas de interrogación mejorada que utilizaba.
11. La CIA no estaba preparada cuando comenzó a operar su programa de detención e interrogatorio, más de seis meses después de haberle sido otorgada la autoridad para efectuar detenciones.
12. La gestión y el funcionamiento del programa de interrogatorios y detención de la CIA fueron profundamente defectuosos a lo largo de toda la duración del programa, en particular en 2002 y principios de 2003.
13. Dos psicólogos contratados por la CIA idearon las técnicas de interrogación mejorada y jugaron un papel central en el funcionamiento, la evaluación y la gestión del programa de detención e interrogatorio llevado a cabo por la agencia. Para 2005, las operaciones relacionadas con el programa habían sido abrumadoramente contratadas externamente por la CIA.
14. Las personas detenidas por la CIA fueron sometidas a técnicas coercitivas de interrogación que no habían sido aprobadas por el Departamento de Justicia o no habían sido autorizadas por la Oficina Central de la CIA.
15. La CIA no registró de modo completo o exacto el número de individuos detenidos y mantuvo personas detenidas que no cumplían con los requisitos legales para esa situación. Fueron inexactas las afirmaciones de la CIA sobre el número de personas detenidas y sometidas a sus técnicas de interrogación mejorada.
16. La CIA no evaluó adecuadamente la eficacia de sus técnicas de interrogación mejorada.
17. La CIA raramente amonestó o solicitó rendición de cuentas al personal responsable de violaciones graves o significativas, actividades inadecuadas y fallas sistemáticas e individuales de gestión.
18. La CIA minimizó o ignoró numerosas críticas internas, reclamos y objeciones en relación con el funcionamiento y la gestión del programa de detención e interrogatorio llevado a cabo por la agencia.
19. El programa de detención e interrogatorios de la CIA era intrínsecamente insostenible y había terminado efectivamente hacia el año 2006 debido a divulgaciones de prensa no autorizadas, reducida cooperación de otras naciones, y asuntos legales y de supervisión.
20. El programa de detención e interrogatorios de la CIA dañó la posición de los Estados Unidos en el mundo y dio lugar a otros significativos costos monetarios y no monetarios.

El informe del Senado examinó en detalle específicamente si la tortura proporcionó información útil en la localización de Osama Bin Laden y concluyó que no fue así, y que la CIA engañó deliberadamente a los líderes políticos y al público al decir lo contrario.
Sin embargo, tres exdirectores de la CIA de la etapa de la administración Bush que habían supervisado el programa formularon objeciones al informe del Senado en un artículo de opinión del Wall Street Journal, calificándolo de mal hecho y partidista.
Insistieron en que cierta información derivada del programa de la CIA fue útil, en concreto que la brutalidad hizo a algunos detenidos “complacientes" y que la "totalidad del programa" había dado información que condujo a Osama Bin Laden. Según la CIA, las "condiciones" de los interrogatorios reforzados se utilizaron por seguridad y "otras razones válidas, como la creación de un entorno propicio para lograr la transición entre un terrorista (sic) capturado resistente a un detenido que participa en sesiones informativas."
El senador republicano John McCain citando al director de la CIA de la administración Obama Leon Panetta, (que no se unió a los otros exdirectores antes citados, en la columna de opinión del Wall Street Journal Op-ed) había dicho previamente que la brutalidad no produjo ninguna información útil para la búsqueda de Osama Bin Laden; las pistas fueron "obtenidas a través de medios convencionales, no coercitivos." En mayo de 2011, Panetta le había escrito al Senador McCain que:

. . . primero supimos el nombre de guerra del facilitador/mensajero de un detenido que no estaba en custodia de la CIA en el año 2002. También es importante tener en cuenta que algunos de los detenidos que fueron sometidos a técnicas de interrogatorio mejoradas intentaron proporcionar información falsa o engañosa sobre el facilitador/mensajero. Estos intentos de falsificar el rol del facilitador/mensajero fueron una alerta. Al final, ningún detenido bajo custodia de la CIA reveló el nombre completo verdadero o el paradero específico del facilitador/mensajero. Esta información fue descubierta a través de otros medios de inteligencia.

En 2014, Panetta escribió que la tortura produjo alguna información útil, pero que el producto no valía el precio pagado, y que si se le preguntara si Estados Unidos debería involucrarse en prácticas similares, diría "no". El director de la CIA de la administración Obama John O. Brennan, dijo que es "imposible saber" si la brutalidad ayudó u obstaculizó en la recolección de información útil. El secretario de prensa de la Casa Blanca Josh Earnest dijo que tanto si la información derivada de la tortura de la CIA ayudó a encontrar a Osama Bin Laden como si no fue así, el presidente Obama cree que "el uso de estas técnicas no valía la pena por el daño que se hizo a nuestros valores nacionales y al sentido de lo que creemos como estadounidenses”. Del mismo modo, el republicano McCain estuvo de acuerdo con la demócrata Dianne Feinstein, declarando en la sala del Senado que la tortura "mancha nuestro honor nacional" e hizo "mucho daño y poco bien en la práctica."

### Destrucción de cintas de vídeo
En diciembre de 2007 se supo que la CIA había destruido muchas cintas de vídeo con grabaciones de interrogatorios de prisioneros. Las informaciones reveladas en 2010 indicaban que José Rodríguez, titular de la Dirección de Operaciones de la CIA entre 2004 y 2007, ordenó la destrucción de las cintas porque pensó que sería “devastador para la CIA”, y que "el calor de la destrucción no es nada comparado con lo que sería si las cintas alguna vez llegaran al dominio público". El New York Times informó que de acuerdo con "algunos expertos", una investigación sobre el programa de detención secreta de la CIA que analizara estas técnicas, "podría terminar en la formulación de cargos criminales por interrogatorios abusivos." En una columna de opinión para el New York Times Thomas Kean y Lee H. Hamilton, presidente y vicepresidente respectivamente de la Comisión del 11-S , afirmaron:
 Como cuestión legal, no depende de nosotros examinar la falla de la CIA en revelar la existencia de estas cintas. Eso es para otros. Lo que sí sabemos es que funcionarios del gobierno decidieron no informar a un órgano legalmente constituido, creado por el Congreso y el presidente, para investigar uno de las más grandes tragedias que enfrentó este país. A eso le llamamos obstrucción.
Respondiendo a los así llamados "memorandos de tortura" Scott Horton (abogado) ha señalado:
 La posibilidad de que los autores de estos memorandos aconsejaran el uso de técnicas letales e ilegales, y por lo tanto enfrentan ellos mismos responsabilidad penal. Eso, después de todo, es la enseñanza del proceso Estados Unidos v. Altstötter, el caso penal de Nuremberg contra los abogados del Departamento de Justicia alemán cuyos memorandos crearon las bases para la implementación del infame "“Decreto Noche y Niebla” [de 1941].
Jordan Paust respondió a la negativa de Mukasey de investigar y/o juzgar a cualquiera que se apoyara en estos dictámenes jurídicos
Es tanto legal como moralmente imposible para cualquier miembro de la rama ejecutiva, estar actuando legalmente o en el ámbito de su autoridad y además seguir opiniones de la Oficina del Asesor Jurídico que son manifiestamente incompatibles con la ley o la violan. General Mukasey, “sólo siguiendo órdenes” no es una defensa!

### Informe del Comité Internacional de la Cruz Roja
El 15 de marzo de 2009, Mark Danner presentó un informe en el “New York Review of Books” (con una versión resumida en el “New York Times”) describiendo y comentando los contenidos de un informe del Comité Internacional de la Cruz Roja (CICR), “Informe sobre el tratamiento de los catorce 'detenidos de alto valor' en custodia de la CIA”. El documento del CICR registra entrevistas con detenidos de cárceles secretas desarrolladas entre el 6 y el 11 de octubre y entre el 4 y el 14 de diciembre del año 2006, luego de que hubieran sido trasladados a Guantánamo. (Según Danner, el informe estaba marcado como "confidencial" y fue puesto a su disposición antes de ser dado a conocer públicamente.)
Danner ofrece extractos de entrevistas con los detenidos, entre ellos Abu Zubaydah, Walid bin Attash, y Jálid Sheij Mohammed. Según Danner, el informe contiene secciones sobre "métodos de malos tratos", incluyendo asfixia por agua, permanencia de pie por tiempo prolongado, golpizas, golpes y patadas, confinamiento en una caja, desnudez prolongada, privación del sueño y uso de música a alto volumen, exposición a temperatura fría/agua fría, uso prolongado de esposas y grilletes, amenazas, afeitado forzado, y privación/suministro restringido de alimentos sólidos. Danner cita el informe del CICR como diciendo que, ”en muchos casos, los malos tratos a que fueron sometidos durante su reclusión bajo el programa de la CIA, ya sea en forma única o combinada, constituyen tortura. Además, muchos otros elementos de los malos tratos, ya sea en forma única o combinada, constituyen un trato cruel, inhumano o degradante”.

### Informe del Comité de Servicios Armados del Senado de Estados Unidos
Un informe bipartidista del Comité de Servicios Armados del Senado, publicado en parte en diciembre de 2008 y en su totalidad en abril de 2009, llegó a la conclusión de que la autorización legal para el uso de "técnicas de interrogatorio mejoradas" llevó directamente a los abusos y asesinatos de prisioneros en instalaciones militares estadounidenses en Abu Ghraib, Bagram y otros lugares. Las prácticas de abuso migraron de la Bahía de Guantánamo a Afganistán y luego a Irak y Abu Ghraib. El informe llega a la conclusión de que algunas de las técnicas autorizadas incluyendo "el uso de posiciones de estrés y la falta de sueño en combinación con otras formas de maltrato" causaron o fueron factores causales directos de muerte en los casos de varios presos que fueron "torturados hasta la muerte." El informe también señala que el abuso autorizado creó las condiciones para otro tipo de abuso, no autorizado, mediante la creación de un clima legal y moral que fomentó el trato inhumano. Los memorandos legales que aprobaban los “interrogatorios mejorados” han “redefinido la tortura", "distorsionado el significado y la intención de las leyes contra la tortura, [y] racionalizado el abuso de los detenidos", transmitiendo el mensaje de que "las presiones físicas y la degradación eran el tratamiento adecuado." Lo que siguió fue una "erosión de las normas que dictan que los detenidos deben recibir un trato humanitario." El informe acusó el secretario de Defensa Rumsfeld y sus adjuntos de ser, de acuerdo con el “Washington Post”, responsables directos por ser los "autores y principales promotores de las políticas de interrogatorio duras que deshonraron la nación y debilitaron la seguridad de EEUU."

### Comparación con el método de interrogatorio de la Gestapo llamado 'Verschärfte Vernehmung'
El escritor Andrew Sullivan, del The Atlantic, ha señalado similitudes entre el método de interrogatorio de la Gestapo llamado «Verschärfte Vernehmung» y lo que E.UU. llamó «interrogatorio mejorado». Afirmó que el primer uso de una expresión comparable a «técnicas de interrogatorio mejoradas» apareció en un memo de 1937 de Heinrich Müller, jefe de la Gestapo, quien acuñó la frase «Verschärfte Vernehmung», que en alemán equivale a «cuestionamiento afilado», «intensificado» o «interrogatorio mejorado» para describir el sometimiento a frío extremo, la falta de sueño, la suspensión en posiciones incómodas y el agotamiento deliberado, entre otras técnicas. Sullivan concluyó:
La misma frase utilizada por el presidente para describir la tortura-que-de alguna-manera-no-es-tortura, "técnicas de interrogatorio mejoradas", es una expresión originalmente acuñada por los nazis. Las técnicas son indistinguibles. Los métodos fueron entendidos claramente como crímenes de guerra en 1948. El castigo para ellos era la pena de muerte.

## Investigación y pedidos de procesamiento

### Pedido por una investigación del asesor especial
El 8 de junio de 2008, cincuenta y seis demócratas de la Cámara pidieron una investigación independiente, planteando la posibilidad de que la autorización de estas técnicas pudiera constituir un delito cometido por funcionarios del gobierno de Bush. Entre los congresistas involucrados en pedir esa investigación estaban John Conyers, Jan Schakowsky y Jerrold Nadler.
La carta fue dirigida al fiscal General Michael B. Mukasey. En ella se observaba que
La información indica que el gobierno de Bush podría haber implementado de manera sistemática, de arriba hacia abajo, políticas de interrogatorio de detenidos que constituyen tortura u otro modo violan la ley.
La carta continúa afirmando
Debido a que se utilizaron estas supuestas "técnicas de interrogatorio mejoradas" al amparo de dictámenes legales del Departamento de Justicia, es obvia la necesidad de un fiscal especial independiente.
De acuerdo con el “Washington Post” la petición fue denegada porque el procurador general Michael B. Mukasey consideró que:
Los funcionarios actuaron de "buena fe" cuando buscaron opiniones legales y los abogados que se las proporcionaron utilizaron su mejor criterio.
El artículo informó que 
Él advirtió que criminalizar el proceso podría causar duplicidad de conjeturas en los políticos y “dañar nuestra seguridad nacional en el futuro”
Después de que Cheney reconociera su participación en la autorización de estas tácticas el senador Carl Levin, presidente del Comité de Servicios Armados, un editorial del New York Times, Glenn Greenwald y Scott Horton enfatizaron la importancia de una investigación penal:
Debería nombrarse un fiscal que considerara [la posibilidad de] cargos criminales contra altos funcionarios del Pentágono y otras personas involucradas en la planificación de los abusos.

### Convención de Naciones Unidas contra la Tortura
Poco antes del final del segundo mandato del presidente Bush, medios de comunicación de otros países plantearon que bajo la Convención de las Naciones Unidas contra la Tortura, los EE. UU. tiene la obligación de exigir que los responsables rindan cuentas en tribunales penales.
El Relator Especial de las Naciones Unidas contra la tortura y otros tratos o penas crueles, inhumanos o degradantes, el profesor Manfred Nowak, el 20 de enero de 2009, comentó en la televisión alemana que, tras la asunción de Barack Obama como nuevo Presidente, George W. Bush ha perdido su inmunidad de jefe de Estado y, según el derecho internacional, los EE. UU. está ahora obligado a iniciar un proceso penal en contra de todos los que participaron en esas violaciones de la Convención contra la Tortura. El profesor de derecho Dietmar Herz explicó los comentarios de Novak diciendo que bajo las leyes estadounidenses e internacionales, el expresidente George W. Bush es penalmente responsable de la adopción de la tortura como herramienta de interrogación.

### Caso Binyam Mohamed
El 4 de febrero de 2009, el Tribunal Superior de Justicia de Inglaterra y Gales (uno de los tres máximos tribunales de Inglaterra y Gales) dictaminó que no podía ser divulgada al público la evidencia de posibles torturas en el caso de Binyam Mohamed, un residente británico nacido en Etiopía que fue retenido en la Bahía de Guantánamo hasta 2009:

... como consecuencia de una declaración de David Miliband, Secretario de Estado de Asuntos Exteriores y del Commonwealth, que afirmó que que si la evidencia se diera a conocer, los EE.UU. podrían dejar de compartir información de inteligencia con Gran Bretaña. Eso sería poner en peligro directamente la seguridad nacional del Reino Unido, había dicho Miliband a la corte.

Los jueces dijeron que encontraron "difícil de concebir" la justificación de las objeciones de los Estados Unidos para la liberación de la información. La justificación mencionaba la "no divulgación de sensibles asuntos de inteligencia". Los jueces añadieron, "no consideramos que una democracia gobernada por el imperio de la ley podría esperar que un tribunal de otra democracia suprima un resumen de las pruebas contenidas en los informes de sus propios funcionarios".
En respuesta a la decisión, David Davis, diputado conservador y exministro del Interior (del gabinete “en la sombra”), comentó:
"El fallo implica que la tortura ha tenido lugar en el caso de Binyam Mohamed, que las agencias británicas podrían haber sido cómplices, y más aún, que el gobierno de Estados Unidos ha amenazado a nuestro alto tribunal manifestando que si se libera esta información, el gobierno de Estados Unidos retirará su cooperación de inteligencia con el Reino Unido”.
En 2009 los jueces del Tribunal Superior también declararon que había comenzado una investigación penal a cargo de los asesores jurídicos de la Corona del Reino Unido, acerca de la posible tortura sufrida por Binyam Mohamed.
En febrero de 2010, la Corte de Apelaciones del Reino Unido dictaminó que debía hacerse público el material en poder del Secretario de Asuntos Exteriores del Reino Unido. Los jueces también concluyeron que Binyam Mohamed había sido sometido a "tratos crueles, inhumanos y degradantes por parte de las autoridades de Estados Unidos"

## Legalidad
Luego de que fuera divulgada la utilización de las técnicas, surgieron debates sobre su legalidad y sobre si eran o no violaciones a las leyes de los Estados Unidos o del derecho internacional.

### Gobierno de Estados Unidos
Después de los atentados del 11 de septiembre de 2001, John Yoo, desde la Oficina de Asesoramiento Legal, escribió varios memorandos analizando de la legalidad de los diversos métodos de interrogación. Los memos, conocidos hoy como los memorandos sobre tortura, defienden las 'técnicas de interrogación mejoradas', al tiempo que señalan que evitar los Convenios de Ginebra reduciría la posibilidad de enjuiciamiento en virtud de la Ley de Crímenes de Guerra de 1996 de Estados Unidos, por las acciones llevadas a cabo en el marco de la guerra contra el terrorismo. 
Adicionalmente, se emitió una nueva definición estadounidense de la tortura. La mayoría de las acciones que la legislación internacional define como tortura, no están incluidas en esta nueva definición propugnada por los EE. UU.
El gobierno de Bush dijo a la CIA en 2002 que sus interrogadores en el extranjero no estarían violando las prohibiciones estadounidense contra la tortura, a menos que "tengan la intención específica de infligir dolor o sufrimientos graves", según un memorando previamente secreto del Departamento de Justicia de Estados Unidos, hecho público el 24 de julio de 2008. La "buena fe" y "creencia honesta" protege al interrogador en cuanto a que el interrogatorio no causa tal sufrimiento, agrega el memo. Jay Bybee, entonces asistente de la Fiscalía General, escribió en un memorando fechado el 1 de agosto de 2002 dirigido al Asesor General de la CIA John A. Rizzo: “Debido a que la intención específica es un elemento del delito, la ausencia de intención específica niega la acusación de tortura”. El memorando está fuertemente censurado, con el texto de 10 de sus 18 páginas completamente cubierto con negro y solo unos pocos párrafos legibles en las otras.
Otro memorando puesto en conocimiento público el mismo día, advierte que el 'submarino' “no viola el Estatuto sobre Tortura”. También menciona una serie de advertencias acerca de la tortura, incluyendo declaraciones del presidente Bush y el entonces reciente fallo de la Corte Suprema "que plantea posibles preocupaciones sobre la futura revisión judicial de Estados Unidos del Programa de interrogación".
Un tercer memorando ordena a los interrogadores conservar registro de las sesiones en las que se utilizaran “técnicas de interrogación mejoradas”. Este memorando está firmado por George Tenet, director de la CIA en ese momento y fechado el 28 de enero de 2003.
Los memorandos fueron publicados por la Unión Estadounidense por las Libertades Civiles, que obtuvo los tres documentos relacionados con la CIA a través de un requerimiento amparado en la Ley por la Libertad de la Información (de EE. UU.). Los memos estaban entre casi 140.000 documentos previamente clasificados del Departamento de Defensa, el Departamento de Justicia y la CIA, que proporcionan más detalles sobre el tratamiento de los prisioneros bajo custodia de Estados Unidos en la "guerra contra el terror", recopilados por la ACLU mediante solicitudes sustentadas en la Ley por la Libertad de la Información y una consiguiente demanda.
El 16 de abril de 2009 la administración de Barack Obama puso en conocimiento público la versión menos censurada del memorando fechado el 1 de agosto de 2002 y firmado por Jay Bybee (relativo a Abu Zubaydah) y cuatro memorandos del año 2005 firmados por director asistente del fiscal general adjunto Steven G. Bradbury dirigidos a la CIA analizando la legalidad de varios métodos específicos de interrogatorio, incluyendo el  'submarino'.
Tras la publicación de los documentos de la CIA, Philip Zelikow, un exabogado del Departamento de Estado y asesor de la entonces secretaria de Estado Condoleezza Rice, dijo que él escribió un memorando legal objetando la tortura, argumentando que era poco probable que "cualquier tribunal federal estaría de acuerdo [que la aprobación de duras técnicas de interrogatorio] ... era una interpretación razonable de la Constitución." La administración Bush ordenó que todas las copias de este memorando legal fueran reunidas y destruidas.
Según el exfiscal principal de Guantánamo, el efecto acumulativo de los memorandos legales del gobierno de Bush y la exención de procesamiento, tenía como objetivo crear una "zona liberada de la ley", (en el sentido de una zona donde no se aplica la ley), donde los políticos civiles esperaban que los militares utilizaran la tortura "en contra de nuestra voluntad y criterio."

### Legislación internacional
El 19 de mayo de 2006, el Comité contra la Tortura de Naciones Unidas publicó un informe declarando que los EE. UU. deben detener lo que define son "malos tratos" de los detenidos, ya que dicho tratamiento, de acuerdo con el informe, viola el derecho internacional.
En julio de 2014, el Tribunal Europeo de Derechos Humanos condenó al gobierno polaco por su participación en entregas clandestinas a una prisión secreta en Polonia con el objeto de interrogatorios reforzados que la corte definió como “tortura, tratamiento inhumano y degradante”. La Corte ordenó al gobierno de Polonia pagar una indemnización a los hombres que habían sido torturados allí.

### Organizaciones de derechos humanos
Un informe de las organizaciones Human Rights First (Derechos Humanos Primero) y Physicians for Human Rights (Médicos por los Derechos Humanos) declararon que estas técnicas constituyen tortura. Su comunicado de prensa expresa:
El informe llega a la conclusión de que cada una de las diez técnicas probablemente viola la legislación de Estados Unidos, incluyendo la Ley de Crímenes de Guerra, la Ley contra la Tortura y la Ley de Tratamiento de Detenidos de 2005.

## Prohibición de técnicas de interrogatorio
El 14 de diciembre de 2005, se aprobó la Ley sobre Tratamiento de Detenidos, estableciendo la política del Ejército como estándar para todas las agencias y la prohibición de "tratamientos inhumanos o degradantes o castigos." El 13 de febrero de 2008, el Senado de Estados Unidos, en una votación de 51 votos afirmativos y 45 votos negativos aprobó un proyecto de ley que ponía claridad en el lenguaje, permitiendo solo "aquellas técnicas de interrogatorio autorizadas explícitamente por el 2006 Army Field Manual (Manual de Campo del Ejército 2006).". El “Washington Post” afirmó:
La medida prohibiría efectivamente el uso de ahogamiento simulado, las temperaturas extremas y otras tácticas duras que la CIA utiliza con prisioneros de Al-Qaeda después de los ataques del 11 de septiembre de 2001. 
El presidente George W. Bush ha dicho en una entrevista de la BBC que vetaría tal proyecto de ley luego de haber firmado previamente una orden ejecutiva que permita las "técnicas de interrogatorio mejoradas" y exima a la CIA del cumplimiento del artículo 3 de los Convenios de Ginebra.
El 8 de marzo de 2008 el presidente Bush vetó el proyecto de ley.
”Debido a que el peligro se mantiene, tenemos que asegurarnos de que nuestros oficiales de inteligencia tienen todas las herramientas que necesitan para detener a los terroristas", dijo Bush en su discurso radial semanal. "El proyecto de ley que me envió el Congreso alejaría una de las herramientas más valiosas en la guerra contra el terrorismo ... el programa de la CIA para detener e interrogar a líderes terroristas y operativos clave". Bush dijo que los métodos utilizados por los militares están diseñados para interrogar "combatientes legítimos capturados en el campo de batalla", no a los "terroristas endurecidos" normalmente interrogados por la CIA. "Si tuviéramos que cerrar este programa y restringir a la CIA a métodos del Manual de Campo, podríamos perder información vital de los máximos terroristas de Al Qaeda, y eso podría costar vidas estadounidenses", dijo Bush.
El senador por Massachusetts Edward Kennedy describió el veto de Bush como “uno de los actos más vergonzosos de su presidencia”. Afirmó “A menos que el Congreso anule el veto, esto pasará a la historia como un insulto flagrante al Estado de Derecho y una mancha grave en el buen nombre de América a los ojos del mundo”.
De acuerdo con Jane Mayer, durante el período de transición de Barack Obama, entonces presidente electo, sus asesores legales, de inteligencia y de seguridad nacional se habían reunido en la sede de la CIA en Langley, (Virginia) para discutir "si la prohibición de las prácticas brutales de interrogatorio perjudicaría su capacidad para reunir información de inteligencia", y entre los expertos consultados:
Hubo unanimidad entre los expertos asesores de Obama ... que cambiar las prácticas no afectaría de ninguna manera material la recolección de inteligencia.
El 22 de enero de 2009 el presidente Obama firmó Orden Ejecutiva 13491, (cuyo título completo incluye la expresión ”Ensuring Lawful Interrogations”, en español "Garantizar interrogatorios legítimos") mediante la cual se requiere que la CIA utilice solo los 19 métodos de interrogación descritos en el Manual de Campo del Ejército de Estados Unidos Interrogatorios, "a menos la Procuraduría General, luego de una consulta apropiada proporcione orientación adicional ".

## Decisión de no someter a juicio
El derecho internacional y norteamericano establecen que si un país no quiere o no puede enjuiciar a sus propios funcionarios por tortura, un tribunal internacional puede hacerlo. El Relator Especial de las Naciones Unidas sobre la Tortura, Human Rights Watch y juristas norteamericanos han pedido el enjuiciamiento de los funcionarios de la administración Bush que ordenaron la tortura, conspiraron para proporcionar cobertura legal a la tortura y al personal y trabajadores contratados de la CIA y del Departamento de Defensa que la llevaron a cabo. El exabogado de la administración Bush John Yoo, ha dicho que los agentes de la CIA están en riesgo de ser procesados por acciones fuera de las autorizadas específicamente por el Departamento de Justicia. Fueron procesados una docena de personas de menor rango del Departamento de Defensa por los abusos en Abu Ghraib; un contratista de la CIA que golpeó a un prisionero hasta la muerte en Afganistán fue procesado por el delito de agresión. No es probable que tribunales norteamericanos o internacionales sometan a juicio a funcionarios de alto rango.
El presidente Obama, al tiempo que condenó la tortura, descartó el procesamiento legal de los funcionarios de la administración Bush en tribunales estadounidenses. Algunos analistas legales tales como Eric Posner y Andrew Napolitano han dicho que el gobierno de Obama tiene un "interés personal" en no procesar por tortura a funcionarios de la administración Bush, pues el precedente político haría posibles eventuales procesamientos futuros de funcionarios de la administración Obama. De acuerdo con Christopher Edley, Jr., Decano de la Escuela de Derecho de la Universidad de California, que trabajó en el equipo de transición del presidente Obama, la decisión de no procesar adoptada antes de la toma de posesión de Obama, se relacionaba con la preocupación que causaba una reacción violenta por parte de los líderes militares, la Agencia de Seguridad Nacional y la CIA.
El Departamento de Justicia de Estados Unidos anunció que no habría procesamientos internos, incluso en los casos de aquellos que torturaron a los detenidos hasta la muerte. La justificación de la falta de cargos no ha sido revelada; en respuesta a una demanda en virtud de la Ley de Libertad de Información, el gobierno de Obama argumentó que la razón debe mantenerse en secreto porque "la revelación [de los motivos] podría afectar la candidez de las deliberaciones de orden público sobre la posibilidad de presentar cargos criminales."
También es improbable el procesamiento en la Corte Penal Internacional. En la legislación internacional, no hay prescripción para los crímenes de guerra. Sin embargo bajo la administración Bush los EE. UU. "se apartó" del tratado que hubiera dado jurisdicción a la Corte Penal Internacional. Además el presidente Bush firmó la Ley del 2002 de Protección a Miembros estadounidenses en Servicio, cuyo objetivo era garantizar la libertad de cualquier estadounidense que el tribunal podría detener por crímenes de guerra permitiendo, en última instancia, la invasión militar de La Haya. Ocurrieron actos de tortura en prisiones secretas de la CIA, ubicadas en países que seguían siendo signatarios del tratado, como Polonia, Afganistán, Lituania y Rumania. Pero por razones políticas, esos países no están en condiciones de iniciar un proceso judicial o de extraditar a los funcionarios estadounidenses para enfrentar los cargos que pudieran corresponderles.
Sin ningún tipo de procesos legales,  se mantiene la posibilidad de que una administración presidencial futura podría afirmar que la tortura es legal, simplemente como una cuestión de opción política, y revivir su práctica. La renuencia de Estados Unidos para castigar a los torturadores ha hecho retroceder la lucha contra la tortura en todo el mundo, de acuerdo con Juan E. Méndez, Relator Especial de las Naciones Unidas sobre la tortura.

## Enjuiciamiento de John Kiriakou por revelaciones de acciones de tortura
El exagente de la CIA John Kiriakou fue, en el año 2007, el primer funcionario del gobierno de Estados Unidos en confirmar el uso del 'submarino' en prisioneros de Al Qaeda como técnica de interrogatorio, que él ha calificado como tortura.
El 22 de octubre de 2012, Kiriakou se declaró culpable de revelar información clasificada acerca de un compañero oficial de la CIA que conectaba a los agentes encubiertos con una operación específica. Fue condenado a 30 meses de prisión el 25 de enero de 2013.